# Esteban Oca y Merino
Esteban Oca y Merino (Morales, La Rioja, 26 de diciembre de 1851-Logroño, 23 de junio de 1924) fue un maestro y pedagogo español. 
Nació en el seno de una familia humilde de agricultores de la localidad de Morales, una aldea del municipio de Corporales, en La Rioja, en dónde acudió a la escuela local para instruirse en sus primeras letras. Posteriormente cursaría sus estudios secundarios en el Instituto de Enseñanza Media de Logroño, entre 1863 y 1868. 
Estudió magisterio en la Escuela Normal de Maestros de La Rioja y en la Escuela Central de Madrid, en 1870 obtuvo los títulos de maestro de enseñanza elemental y superior. Tras esto, ganó las oposiciones a las plazas de las escuelas de San Vicente de la Sonsierra y Castrojeriz (Burgos), y ya en 1871 obtuvo una plaza como maestro en Soto en Cameros, donde ejerció como docente hasta 1890, año en que ganó la oposición para una plaza de director de la Escuela Normal de Maestros de Logroño, en la que estuvo hasta su jubilación en 1922.
Fue colaborador habitual en el Diario de La Rioja y fue director de La Revista Escolar. Además, obtuvo diferentes premios en exposiciones y certámenes pedagógicos, como señala en la portada de sus obras; entre ellos, se le otorgó un premio en la Exposición Internacional de París de 1900. También fue nombrado Caballero de la Orden de Carlos III, fue medalla de plata de Alfonso XIII, y en varias ocasiones recibió el agradecimiento y el reconocimiento a su labor educativa por parte del Ayuntamiento de Logroño, el cual le dedicó una calle en 1924.
En 1892 fue nombrado académico correspondiente de la Real Academia Española de la Lengua.
Sus inquietudes por la mejora de la educación le llevaron promover actividades formativas y pedagógicas, como la primera Colonia Escolar logroñesa, y a elaborar obras didácticas de diferentes materias, varias de ellas publicadas en su propia imprenta. Algunas fueron, además, aprobadas por Real Orden para ser utilizadas en las escuelas de primera enseñanza y contaron con numerosas ediciones. Entre estos textos didácticos, podemos mencionar Aritmética y sistema métrico para niños (Logroño, Federico Sanz, 1878), los Rudimentos de Derecho para las escuelas primarias (Logroño, Hijos de Merino, 1903), el Compendio de Geografía e Historia de La Rioja (Logroño, Esteban Oca, 1904) o las Nociones de Agricultura para las escuelas primarias (Logroño, Moderna, 1914, 4.ª ed.).
En cuanto a las obras dedicadas a la lengua y la literatura, destacamos una Cartilla de lectura (1905, 5.ª ed.), el Cuaderno de verbos irregulares, para la enseñanza de los mismos en las escuelas primarias (1890), la Lectura en verso (Logroño, Esteban Oca, 1901), el Catálogo de barbarismos y solecismos, para corregir estos vicios en las escuelas primarias (1893, 2.ª ed.), un Pequeño vocabulario infantil (1891) ordenado temáticamente, o los Apuntes sobre la teoría de la lectura y de la escritura (1891). Junto con esto, como académico correspondiente, Oca y Merino colaboró con la Real Academia Española, como queda reflejado en los archivos de la Corporación, y publicó varios trabajos en su Boletín. También realizó unas Anotaciones (1915) a la edición de 1911 de la Gramática de la Academia.

## Obras
- Cuaderno de verbos irregulares, para la enseñanza de los mismos en las escuelas primarias, Tipografía de C. Lucena y Compañía, Bilbao, 1890.
- Apuntes sobre la teoría de la lectura y de la escritura (dividido en tres cursos), Imp. y Lib. de Ricardo M. Merino, Logroño, 1891.
- Pequeño vocabulario infantil. Contiene 1200 palabras muy usuales del idioma castellano (sustantivos, adjetivos y verbos), para ejercicios de lectura racional, para lecciones de cosas y para la enseñanza de la lengua, Imp. y Lib. de Ricardo M. Merino, Logroño, 1891.
- Catálogo de barbarismos y solecismos, para corregir estos vicios de dicción en las escuelas primarias, Librería de Ricardo M. Merino, Logroño, 1893. 2.ª ed.
- Nociones de Gramática Castellana, Imp. del autor, Logroño, 1900.
- Verbos irregulares y defectivos de la lengua castellana, Imprenta de E. Oca, Logroño, 1901.
- Cartilla de lectura, Imprenta de D. Esteban Oca, Logroño, 1905. 5.ª ed.
- La gramática en cuadros sinópticos, procedimiento muy eficaz para la enseñanza y repaso de esta asignatura en las escuelas primarias, Imprenta de D. Estaban Oca, Logroño, 1911, 3.ª ed.
- «Los casos gramaticales», Boletín de la Real Academia Española, I, 1914, págs. 141-146.
- «Una explicación lógica de los verbos impersonales, según la Gramática de la Academia Española», Boletín de la Real Academia Española, I, 1914, págs. 456-467.
- «El pronombre se en nominativo», Boletín de la Real Academia Española, I, 1914, págs. 573-581.
- Ligeras anotaciones en la última edición de la "Gramática de la Lengua Castellana por la Real Academia Española", Imprenta y Librería de los Hijos de Merino, 1915.
- «Tecnicismo gramatical impropio para el verbo», «Tecnicismo gramatical impropio para el verbo», «Tecnicismo gramatical impropio para el verbo. II» y «Tecnicismo gramatical impropio para el verbo. (Conclusión.)»,  Boletín de la Real Academia Española, II, 1915, págs. 401-424 y III, 1916, págs. 197-209, 298-307 y 526-534.
- «Una rectificación a los léxicos latino-españoles sobre las palabras Juliobriga y Juliobrigensis», Boletín de la Real Academia Española, III, 1916, págs. 667-668.
- «Sobre el participio» y «Sobre el participio. (Conclusión.)», Boletín de la Real Academia Española, IV, 1917, págs. 195-206 y 309-326.
- Entretenimientos Gramaticales [...]. Folleto 1.º. La Gramática y los Niños, Imprenta y Librería Moderna, Logroño, 1919.